# Feryal Özel
Feryal Özel (27 de mayo de 1975) es una astrofísica turcoamericana nacida en Estambul, Turquía, que se especializa en la física de objetos compactos y fenómenos astrofísicos de alta energía. Ella es ampliamente reconocida por sus contribuciones al campo de las estrellas de neutrones, los agujeros negros y los magnetares. Actualmente es profesora en la Universidad de Arizona en Tucson, en el Departamento de Astronomía y en el Observatorio Steward. Recibió el premio Maria Goeppert Mayer de la American Physical Society en 2013 por sus sobresalientes contribuciones a la astrofísica de estrellas de neutrones.
Recibió su doctorado en la Universidad de Harvard y ha sido miembro y amiga del Instituto Hubble de Estudios Avanzados, Nueva Jersey. Ha sido becaria en el Harvard-Radcliffe Institute y profesora visitante en el Miller Institute en UC Berkeley. Ha aparecido en numerosos documentales de televisión, incluyendo Big Ideas en PBS y la serie Universe en el History Channel.

## Educación
- 1992 - Üsküdar Academia americana, Estambul, Turquía
- 1996 - BSc en Físicas y Matemática Aplicada, Universidad de Columbia, Ciudad de Nueva York
- 1997 - MSc en Físicas, Instituto de Bohr del Niels, Copenhague
- 2002 - PhD en Astrofísicas, Universidad de Harvard, Cambridge, EE. UU.